# Rudy Riou
Rudy Riou (Béziers, 22 de janeiro de 1980) é um futebolista francês que atua como goleiro. Atualmente, defende o Charleroi .

## Títulos
Olympique de Marseille
- Copa da Liga Francesa: 2009-10
- Campeonato Francês: 2009-10
- Supercopa da França: 2010